# Penna di Tacchino
Penna di Tacchino è una striscia a fumetti disegnata da Alberto Melari. Il personaggio è stato creato nel febbraio del 2000 ed è stato pubblicato per la prima volta nell'agenda Comix nel 2004. Penna di Tacchino è un pellerossa che vive presso una tribù in un deserto statunitense e subisce indirettamente tutte le azioni invasive dell'uomo bianco come l'inquinamento da immondizie o il monopolio delle risorse. Il fumetto tratta temi di ordine sociale e politico di attualità.